# Ove Ødegaard
Ove Ødegaard (Rjukan, 11 aprile 1931 – Skagerrak, 15 novembre 1964) è stato un calciatore norvegese.

## Carriera

### Club
In carriera ha vestito prima la maglia dello Snøgg e successivamente quella dell'Odd Grenland Ballklubb.

### Nazionale
Ha disputato 6 incontri con la nazionale norvegese, mettendo a segno 2 reti. Ha preso parte ai Giochi olimpici del 1952 di Helsinki, senza scendere in campo.